# Nasakhma
Nasakhma foi o Décimo Nono Rei da Dinastia Napata do Reino de Cuxe que governou de 468 a 463 a.C.,  foi o sucessor de Siaspiqa. Não se conhece o seu nome real. 

## Histórico
Nasakhma (também grafado Nasajma ou Nasakhmat) foi filho de Siaspiqa. Casou-se com  Sakataye, com quem teve  Malewiebamani e Talakhamani. 
Não se sabe muito sobre o seu reinado. o Reino de Cuxe continuou em relativo isolamento. No norte, o Império Aquemênida (Persa) continuou a controlar o Egito, mas se viu no meio de uma crise repentina. Em 465 a.C. Xerxes I é assassinado, e Artaxerxes I, o segundo filho de Xerxes e da Rainha Amástris, mata o legítimo sucessor, seu irmão mais velho, Dario, e assume o poder. Aproveitando-se da desordem, sob a liderança da Inaro organizou-se uma revolta no Egito com forte apoio de Atenas, que liderava a Liga de Delos, no conflito contra a Pérsia. Durante o reinado de Nasakhma, o Egito esteve em guerra. Apesar dos avanços iniciais foram finalmente derrotados por Megabizo. 
Nasakhma morreu em 463 a.C. e foi sucedido por seu filho Malewiebamani. Nasakhma foi enterrado na necrópole de Nuri na pirâmide nº 19.   Sua viúva foi enterrada posteriormente na piramide nº 31. 